# Melanie Leupolz
Melanie Leupolz (Wangen im Allgäu, Alemania; 14 de abril de 1994) es una futbolista alemana. Actualmente juega para el Real Madrid Club de Fútbol de la Primera División de España. Fue internacional con la selección de Alemania del 2013 al 2023.

## Trayectoria

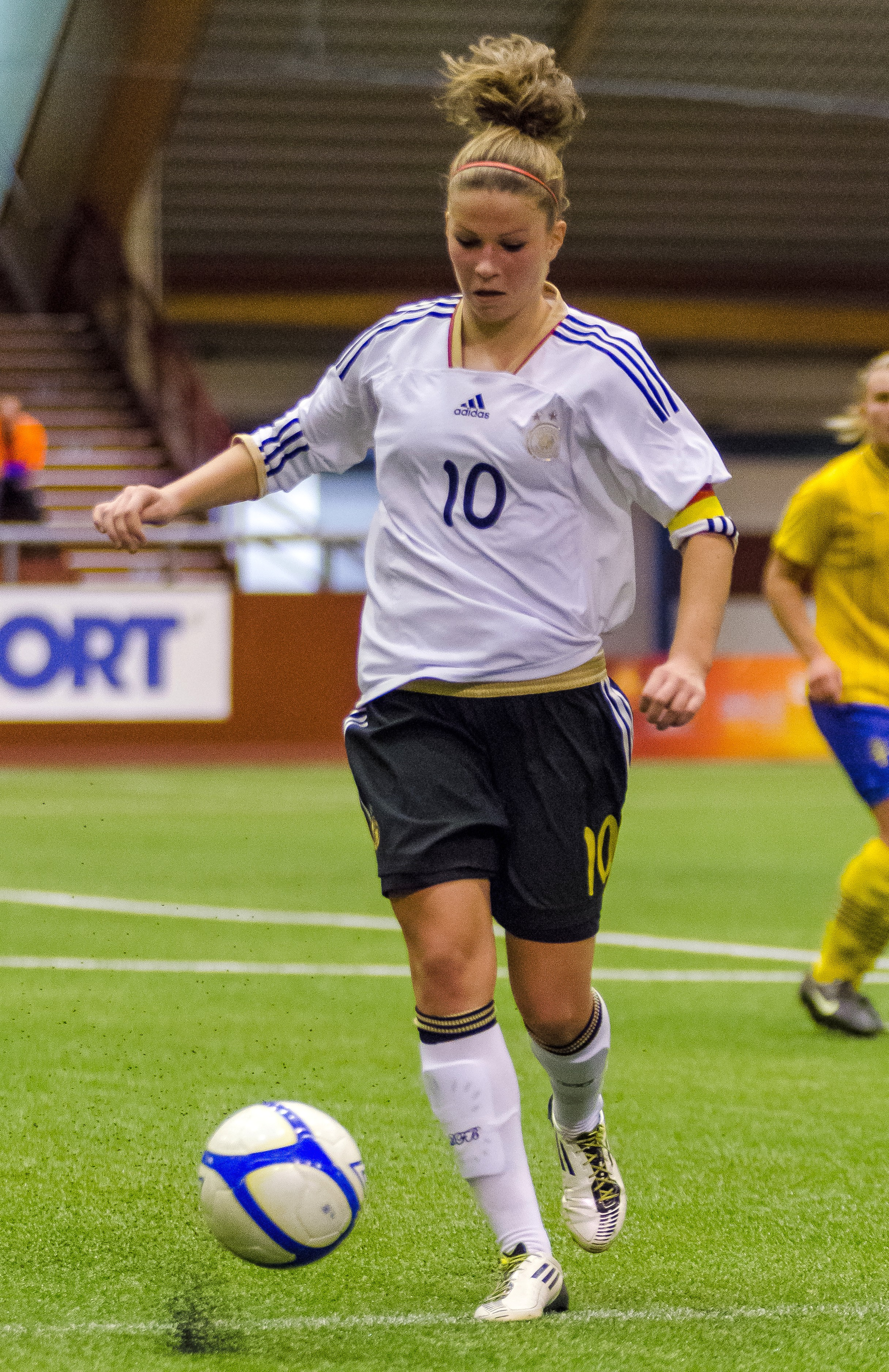
Melanie Leupolz en el partido internacional de F18 entre Suecia y Alemania en Växjö Tipshall (2012).

Leupolz hizo su debut profesional el 8 de agosto de 2010 con el equipo SC Friburgo de la segunda división de la Bundesliga alemana. Al fin de esa misma temporada el equipo logró su ascenso a la primera división.
Leupolz hizo su debut con el primer equipo de la selección de Alemania en Paderborn el 19 de junio de 2013 contra la selección de Canadá. Fue nombrada para el equipo alemán que participó en la Eurocopa Femenina 2013 donde tomó parte en cuatro partidos, ayudando a su equipo a ganar el campeonato. Este fue su primer título internacional con la selección. Anotó su primer gol internacional el 21 de septiembre de 2013 en Cottbus contra la selección de Rusia en un partido eliminatorio para la Copa mundial.
El 17 de febrero de 2014 Leupolz anunció su traspaso al equipo  Bayern Múnich. En su primera temporada con el equipo fue una pieza importante para que el Bayern ganara por primera vez el campeonato de la Bundesliga. Por su actuación fue nombrada "Jugadora de la temporada" por los aficionados.
El 24 de mayo de 2015 Melanie Leupolz fue llamada al combinado nacional  para la Copa Mundial de 2015.

## Clubes
| Club                       | País       | Año         |
| -------------------------- | ---------- | ----------- |
| SC Friburgo                | Alemania   | 2010 - 2014 |
| Bayern de Múnich           | Alemania   | 2014 - 2020 |
| Chelsea F. C.              | Inglaterra | 2020 - 2024 |
| Real Madrid Club de Fútbol | España     | 2024 - 2025 |

## Títulos

### Campeonatos nacionales
| Título                | Club             | País       | Temporada |
| --------------------- | ---------------- | ---------- | --------- |
| Bundesliga            | Bayern de Múnich | Alemania   | 2014-15   |
| Bundesliga            | Bayern de Múnich | Alemania   | 2015-16   |
| Women's Super League  | Chelsea F. C.    | Inglaterra | 2020-21   |
| Women's FA Cup        | Chelsea F. C.    | Inglaterra | 2020-21   |
| FA Women's League Cup | Chelsea F. C.    | Inglaterra | 2020-21   |
| Women's Super League  | Chelsea F. C.    | Inglaterra | 2021-22   |
| Women's FA Cup        | Chelsea F. C.    | Inglaterra | 2021-22   |
| Women's Super League  | Chelsea F. C.    | Inglaterra | 2022-23   |
| Women's FA Cup        | Chelsea F. C.    | Inglaterra | 2022-23   |

### Campeonatos internacionales
| Título            | Equipo   | Sede final | Año  |
| ----------------- | -------- | ---------- | ---- |
| Eurocopa Femenina | Alemania | Suecia     | 2013 |
| Copa de Algarve   | Alemania | Portugal   | 2014 |
| Juegos Olímpicos  | Alemania | Brasil     | 2016 |